# Nicolás Maduro
Nicolás Maduro Moros, född 23 november 1962 i Caracas, är Venezuelas president sedan den 5 mars 2013, då han efterträdde Hugo Chávez efter dennes död. Maduro segrade sedan i det efterföljande presidentvalet samma år. Maduro var landets vicepresident från oktober 2012 fram till mars 2013.
Maduro var tidigare Venezuelas utrikesminister från augusti 2006 till januari 2013. Han beskrivs som busschauffören som blev fackföreningsman, parlamentsledamot, utrikesminister och slutligen ”den mest kapable administratören och politikern i Hugo Chávez innersta krets”.
Maduro har styrt Venezuela genom dekret under större delen av perioden 2013 till 2016. Misslyckad ekonomisk politik och fallande oljepriser ledde till sjunkande levnadsstandard, vilket ledde till protester och demonstrationer som under 2016 eskalerade till dagliga upplopp. Oppositionen fick 2015 majoritet i nationalförsamlingen och inledde 2016 en revokationsprocess för att avsätta honom. Högsta domstolen, valmyndigheten och militären är dock fortfarande Maduro trogen.
Sedan oppositionen vunnit valet till nationalförsamlingen 2015 utnämnde den avgående nationalförsamlingen 13 nya maduristiska ledamöter av Venezuelas högsta domstol. Till skillnad från sin föregångare har Maduros verkliga maktbas varit militären. Under sin presidenttid har hans beroende av krigsmakten ökat allteftersom oppositionen vunnit framgångar bland folkmassorna. Venezuela har anskaffat hundratals lätta pansarskyttefordon från kinesiska Norinco att användas vid politiska demonstrationer.
Under Nicolás Maduro-regimen blev El Helicoide i Caracas ett ökänt fängelse för politiska fångar där tortyr och kränkningar av mänskliga rättigheter systematiskt ägt rum.